# Teoría económica
Una teoría económica es cada una de las hipótesis o modelos que pretenden explicar el funcionamiento de la realidad económica. 

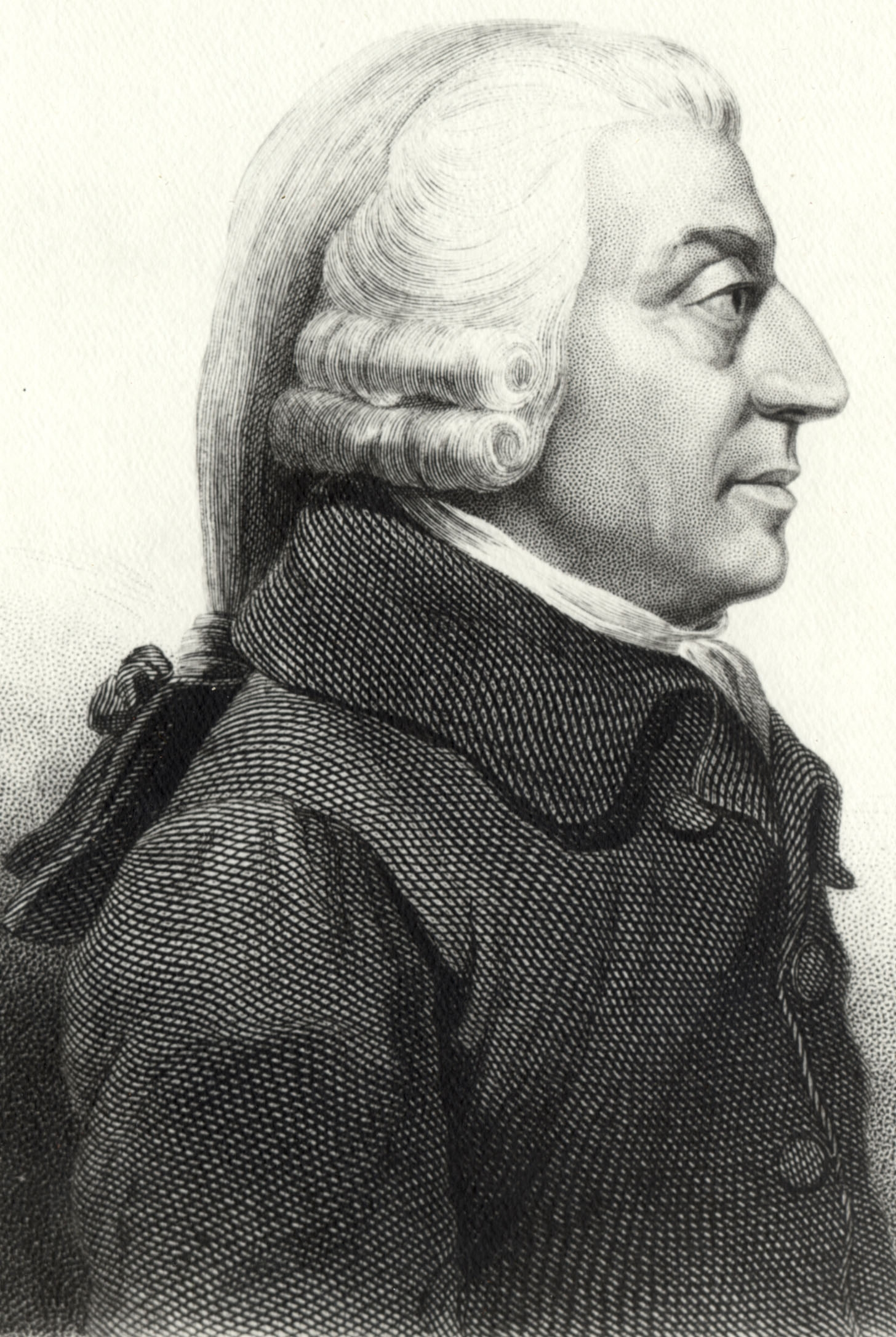
La publicación de Adam Smith La riqueza de las naciones en 1776 es considerada una de las primeras formalizaciones de la economía clásica y de la filosofía de la economía.

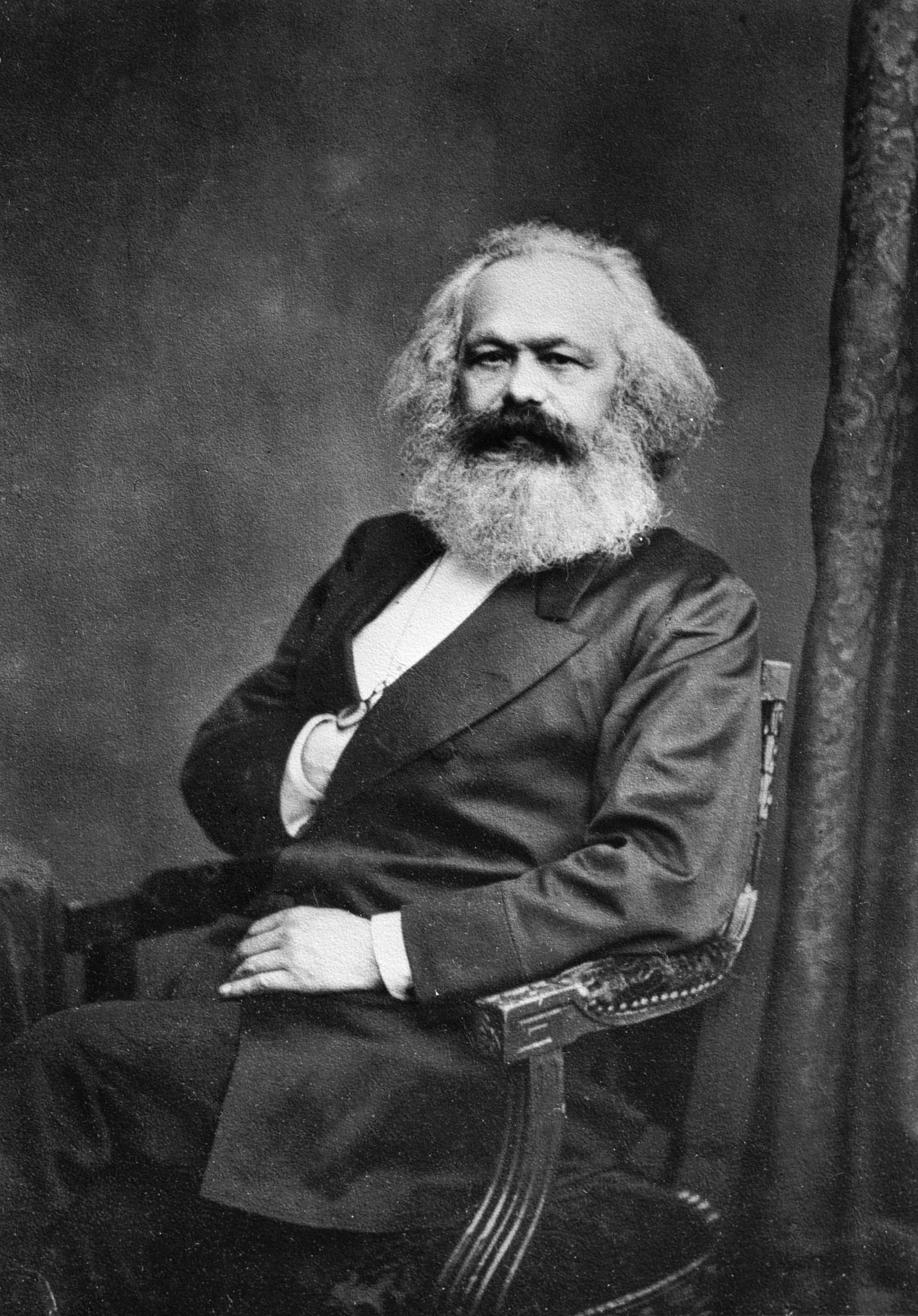
La publicación de Karl Marx El Capital: crítica de la economía política en 1867-1883 se considera un texto teórico fundamental en la filosofía, economía y política de la teoría economíca marxista.

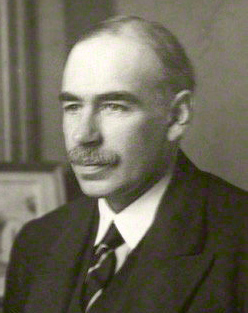
El keynesianismo es una teoría económica propuesta por John Maynard Keynes, y plasmada fundamentalmente en su libro de 1936 Teoría general del empleo, el interés y el dinero como respuesta a la Gran Depresión de 1929.

## Microeconomía y macroeconomía
En la teoría económica, suelen distinguirse dos enfoques diferenciados:
- La microeconomía estudia el comportamiento económico de agentes individuales: los consumidores, las empresas, los trabajadores y los inversores; así como su interrelación en los mercados. Considera las decisiones que toma cada uno para cumplir ciertos objetivos propios. Los elementos básicos en los que se centra el análisis microeconómico son los bienes, los precios, los mercados y los agentes económicos.[1]
- La macroeconomía se encarga del estudio general de la economía, mediante el análisis de las variables agregadas como el monto total de bienes y servicios producidos, el nivel de empleo, la balanza de pagos, el tipo de cambio y el comportamiento general de los precios.[2]

También hay otras disciplinas relacionadas con la ciencia económica que han ampliado o permitido profundizar en el campo de la economía:
- econometría
- economía computacional
- economía ecológica
- economía matemática
- economía política
- economía social
- política económica

## Historia de las teorías económicas
Tradicionalmente, las teorías económicas se centraron en temas como la moneda, el comercio internacional y la producción de bienes. Más adelante, se introdujeron nuevos temas como el ciclo económico, la teoría del equilibrio, la inflación, el ahorro, la inversión y otros aspectos macroeconómicos. Actualmente, la economía tiende a incorporar nuevas situaciones relacionadas con la teoría de la elección y el modo en que los agentes económicos parcialmente racionales toman decisiones basándose en incentivos y expectativas, que pueden ser de cualquier tipo (material o no material).[cita requerida] Cada teoría señala cuáles son los principales componentes del sistema económico, cómo funciona cada uno aisladamente, así como el funcionamiento de todos en conjunto.[cita requerida]

## Escuelas de pensamiento
La evolución de la teoría económica ha estado ligada al tipo de problema económico frecuente de cada momento histórico, típico en la teorización. Cada escuela consideró un tipo de problema frecuente y desarrolló una línea de pensamiento que pretendía explicar el problema económico típico del momento. Algunas teorías económicas son:

### Escuelas preclásicas
- La escuela de Salamanca (siglo XVI), sus representantes son: Francisco de Vitoria, Domingo de Soto, Luis de Alcalá, Martín de Azpilcueta (o Azpilicueta), Tomás de Mercado y Francisco Suárez.
- Los mercantilistas (siglos XVI – XVII): se fundamentaban en la riqueza de los factores de la producción y como tal se consideraban: la mano de obra, recursos naturales y el capital;
- Los fisiócratas (la escuela francesa del siglo XVIII): se fundamentaban en la tierra;

### Escuelas clásicas
- La escuela clásica: Los padres de lo que conocemos actualmente como “capitalismo” son Adam Smith, David Ricardo, Thomas Malthus, Jean-Baptiste Say y John Stuart Mill. Ellos continúan desarrollando las tesis de los fisiócratas aunque esto ya durante el transcurso del siglo XIX. Retoman el principio de «laissez faire, laissez passer» (dejad hacer, dejad pasar) llevándolo a su máximo potencial: la economía de libre mercado, lo que significa la no intervención del gobierno en ella. Afirmaban que la acumulación de la riqueza de las naciones se debe a la ausencia de regulaciones estatales lo que desemboca en una economía de mercado con un fuerte predominio de la ley de la oferta y la demanda.

### El marxismo
- El marxismo: basado en el pensamiento de Karl Marx y su obra fundamental El capital, se concentra en el estudio de la producción, del valor (con la teoría del valor-trabajo) y en el circuito económico;

### Primera escuela neoclásica
- El marginalismo, a veces llamada primera escuela neoclásica, fue iniciada entre otros por Carl Menger, Léon Walras, W. S. Jevons y Alfred Marshall; inició el estudio riguroso de la microeconomía;

### Keynesianismo
- La escuela keynesiana, iniciada por John M. Keynes, apuntó ciertas críticas macroeconómicas al comportamiento predicho de las economías nacionales desde el punto de vista marginalista;

### Escuela austríaca
- La escuela austríaca se opone a la utilización de los métodos de las ciencias naturales para el estudio de las acciones humanas, y prefiere utilizar métodos lógicos deductivos y la introspección, lo que se denomina individualismo metodológico; desarrollada a partir de La acción humana, de Ludwig von Mises.

### Escuelas neoclásicas
- La escuela neoclásica constituye una síntesis del enfoque de la escuela marginalista con el keynesianismo, en lo que se llamó síntesis neoclásica; John Hicks fue uno de los iniciadores principales de esta corriente; sigue siendo el enfoque predominante de la mayor parte de los manuales didácticos de economía;
  - Tanto el monetarismo, partidario de una reducción de intervención estatal (un desarrollo a partir de la macroeconomía keynesiana y de la Escuela de Chicago y de un liberalismo moderado),
  - como el postkeynesianismo (un desarrollo heterodoxo basado en las ideas de Keynes, M. Kalecki y los sraffianos) constituyen desarrollos divergentes a partir de un cuerpo básico basado en la síntesis de la escuela neoclásica.

### Teoría monetaria moderna
- La 'teoría monetaria moderna'[3] o 'neocartalismo',[4][5][6] es una teoría económica que describe y analiza las economías modernas en las cuales la moneda nacional es una moneda fiduciaria, o dinero fiat, emitida por el Estado y de curso legal y forzoso. El punto clave de la TMM es que "un Estado monetariamente soberano es el proveedor monopolista de su moneda y puede emitir moneda de cualquier denominación en formas físicas o no físicas. Como tal, tiene una capacidad ilimitada para pagar los bienes que desea comprar, cumplir con los pagos prometidos en el futuro, y posee una capacidad ilimitada para proporcionar fondos a los otros sectores, por lo que la insolvencia y la bancarrota de este Estado no es posible, siempre puede pagar".[7]

## Otras escuelas económicas
- Cartalismo
- Economía heterodoxa
- Nueva economía institucional

## Clasificación de las teorías por algunos autores
Para el economista marxista británico Michael Roberts habría dos grandes modelos ideológicos de la economía:
- modelos neoclásicos y marginalistas de equilibrio general. Son los modelos mayoritarios y dominantes habitualmente adscritos a la derecha política y económica;
- Economía heterodoxa radical: postkeynesianos, institucionalistas e incluso modelos marxistas. Son los modelos minoritarios habitualmente adscritos a la socialdemocracia y la izquierda política y económica.